# 弾丸!ヒーローズ
『HAMADA COMPANY 弾丸! ヒーローズ』（ハマダ カンパニー だんがん ヒーローズ）は、2001年10月14日から2002年3月3日までテレビ朝日系列で放送されていたバラエティ番組である。朝日放送テレビ（ABCテレビ）と吉本興業の共同制作。放送時間は毎週日曜19時56分 - 20時54分（JST）。

## 概要
それまで『人気者でいこう!』が放送されていた火曜21時台から、『ロンドンハーツ』が放送されていた日曜20時台に移動して制作された朝日放送（ABC）制作バラエティー第1弾である。本番組の開始に伴い、『ロンドンハーツ』は火曜21時台へ移動となった。
本番組のイメージキャラクターのとり（鳥）の着ぐるみの正体はタレントの高木ブーだったことが最終回で明かされた。
この番組の終了をもってABC・吉本制作の全国ネットでのレギュラー番組は一旦途切れ、その後は『M-1グランプリ』など年数回の全国ネットの特番が編成される程度であったが、2011年4月の『Oh!どや顔サミット』放送開始により約9年ぶりにABC・吉本制作の全国ネットでのレギュラー番組が再開され、2013年4月からの『世界の村で発見!こんなところに日本人』を経て2019年4月からの『トリニクって何の肉!?』に至るまでABC・吉本制作の全国ネットでのレギュラー番組が続いている。
2016年春改編では火曜21時台に放送されていた『ロンドンハーツ』が2016年4月より『金曜★ロンドンハーツ』に改題の上、『世界の村で〜』が放送されている金曜21時台に移動するため、『世界の村で〜』は火曜21時台に移動することになった（事実上の枠交換）。これにより、『人気者でいこう!』以来15年ぶりに火曜21時台がABC制作になると同時に、火曜20時台の『たけしの健康エンターテインメント!みんなの家庭の医学』もABC制作のため、2時間連続でABC制作の番組が放送されることになった。
その後火曜20時台は『名医とつながる!たけしの家庭の医学』→『これって私だけ?』と変遷したが、2021年1月の『これって私だけ?』の終了と同時にABCは火曜20時台の番組の制作から撤退してテレビ朝日に返上されたため、火曜日のABC制作番組の2時間連続の体制は5年間で幕を閉じることとなった。

## 内容
ダウンタウンの浜田雅功を中心にレギュラー陣が毎週視聴者の依頼に基づき、体を張って検証するのが主な内容。
東京を起点とし、目的地の沖縄まで写真100枚撮られずにゴールできるかという企画が2001年10月から11月まで放送され、当時テレビ出演に復帰したばかりの田代まさしがこの番組のレギュラーとして迎えられるかという名目で挑戦したものの、途中の京都で100枚目を撮られて終了となった。
また無人島で全裸で暮らしている老人男性がいるとの情報があり、レポーターとして山本恵美がその無人島に向かった。その男性に諭された山本が最後に砂浜で全裸になってしまったこともある。このほか、「レギュラー全員で、人間パラボラアンテナをつくってBS放送を見よう」という『プロジェクトX』に類似した演出を取り入れた企画も行われた。

## 出演者
- 浜田雅功
- 志村けん
- 田代まさし
- 高木ブー
- 東野幸治
- 堀部圭亮
- 細川茂樹
- はしのえみ
- 品川庄司（品川祐・庄司智春）
- ライセンス（井本貴史・藤原一裕）
- 森三中（大島美幸・村上知子・黒沢かずこ）
- 山本恵美
- 小向美奈子
- BONITA（園田真夕、江川有未、麻見奈央、安田良子）ほか

## スタッフ
- ナレーション : あおい洋一郎
- 構成 : 村上卓史、長谷川朝二、遠藤みちスケ、堀江利幸 ／ 松本真一、西田哲也、島津秀泰、江戸川ダビ夫、佐藤修、落合万里子
- スーパーバイザー : 高須光聖
- リサーチ : フォアフロント
- TD : 田中祥嗣
- CAM : 五十嵐陽
- VE : 有田好嗣
- AUD : 近藤良弘
- 照明 : 朝倉若菜
- CG : 細井秀史
- 編集 : 皆吉秀実
- MA : 赤川淳
- 音効 : 佐藤賢治（SPOT）
- 美術プロデューサー : 松沢由之
- デザイン : 別所晃吉
- 美術進行 : 横山勇
- メイク : 牧瀬典子
- スタイリスト : 北田あつ子、高堂のりこ
- ロゴデザイン : 小池光
- オープニングCG : 北原信孝（VOXEL）
- キャラクターデザイン : DICEK
- 広報 : 梅村陽子（ABC）
- TK : 山岸弘子
- 監修 : 奥津啓治
- ディレクター : 松田裕士、西森尚展、藤代賢二 ／ 清水雄一郎（ABC）、柳岡秀一、下元元、奥村達哉、村田泰介、坂井美継、藤本達也、高橋健二、佐藤三羽一、椎葉宏治
- AP : 乾純（吉本興業）、辻村たろう（NET WEB）
- 演出 : 林敏博
- プロデューサー : 小田部拓・今村俊昭・藤田和弥（ABC）、岡本昭彦（吉本興業）、江間浩司（NET WEB）
- 技術協力 : スウィッシュ・ジャパン、プログレッソ、ザ・チューブ
- 美術協力 : フジアール
- 収録スタジオ : 東京タワー芝公園スタジオ
- 制作協力 : NET WEB、ビーダッシュ
- 制作 : ABC、吉本興業

## ネット局について
テレビ朝日系列の存在しない富山県では、富山テレビにて日曜12時00分 - 13時00分（JST）にて放送されていた